# Spectrum Center (arena)
Le Spectrum Center (anciennement Charlotte Bobcats Arena et Time Warner Cable Arena, aussi connu localement comme The Uptown Arena, The Cable Box, TWC Arena ou The Hive) est une salle omnisports située dans le quartier de Uptown au cœur de la ville de Charlotte en Caroline du Nord. Elle est principalement utilisée pour les matchs de basket-ball et de hockey sur glace ainsi que pour les concerts.
Depuis 2005, c'est le parquet à domicile des Hornets de Charlotte de la National Basketball Association. Parfois, les équipes de basket-ball de l'Université de Caroline du Nord à Charlotte (49ers) et de Davidson College (Wildcats) viennent y jouer leurs rencontres. De 2006 à janvier 2007, la salle abritait une équipe féminine de basket-ball de la Women's National Basketball Association, le Sting de Charlotte. La Time Warner Cable Arena a une capacité de 19 026 places pour le basket-ball, mais elle peut être élargie pour accueillir jusqu'à 20 200 personnes lors des matchs universitaire ou des Playoffs NBA. Durant les jeux de hockey sur glace, le volume est réduit à 14 100 places. Pour les concerts, la disposition de la salle peut varier entre 13 376 et 18 504 places selon les configurations puis entre 4 000 et 7 000 places pour le théâtre. Cette arène moderne dispose de plusieurs commodités pour les portefeuilles bien garnis avec 10 Founder's Suites, 50 Uptown Suites, 4 party suites, 37 Royal Boxes, 22 Terrace Tables, 130 Ledge Seats et 2 827 sièges de club/Courtside seats/Inner Circle Club.

## Histoire
En 2001, un référendum fut organisé en vue de la mise en œuvre d'un projet ambitionnant la construction d'une nouvelle salle sportive. Ceci a été fait afin de démontrer le soutien populaire du programme. Mais le scrutin fut négatif, précipitant le départ des Charlotte Hornets de la National Basketball Association vers de nouveaux horizons. Le propriétaire de l'équipe, George Shinn, a donc décidé de déplacer les Hornets à La Nouvelle-Orléans car le Charlotte Coliseum était trop vétuste.
L'année suivante, une proposition fut finalement approuvée par la ville qui avait promis de financer l'élaboration d'un nouvel ouvrage sportif, en dépit de l'échec du référendum. La construction a donc été autorisée par le conseil municipal, sans que celui-ci choisisse de présenter un autre référendum à la population. Par la suite, la National Basketball Association attribua une nouvelle franchise à la ville de Charlotte. L'équipe fut nommée Bobcats de Charlotte et placée sous la propriété de Bob Johnson, le fondateur du réseau Black Entertainment Television.
Les premiers travaux de la future Charlotte Bobcats Arena commencèrent en juillet 2003 et le bâtiment ouvrit officiellement ses portes le 21 octobre 2005 avec le concert des The Rolling Stones. La première rencontre des Bobcats de Charlotte dans leur nouveau domicile eu lieu le 5 novembre 2005 avec une victoire sur les Celtics de Boston (score 107-105). Finalement, le coût total de la salle est estimé à environ $265 millions de dollars ($200 millions pour les coûts du projet et $65 millions pour le terrain et le coût des infrastructures). L'équipe de conception fut dirigée par des architectes de la firme Ellerbe Becket en association avec Odell Associates et The Freelon Group.
Le tableau d'affichage central fut installé en juillet-août 2005. Il mesure 11,5 mètres de haut sur 10,9 mètres de largeur, figure quatre écrans vidéo DEL de 4,8 mètres de haut sur 8,5 mètres de long, et pèse 80 000 livres (36 300 kilogrammes). Il a été créé par Spurgeon Design Group, fabriqué par Daktronics et représente l'un des plus grands et des plus avancés du pays.
Le 8 avril 2008, les Bobcats ont annoncé la signature d'un accord avec Time Warner Cable pour renommer le bâtiment.

## Événements
- Concert de The Rolling Stones, 21 octobre 2005
- WWE RAW, 23 janvier 2006 , 26 novembre 2007 et 15 juin 2009
- Ringling bros. and Barnum & Bailey circus, 22 et 26 février 2006
- WWE Vengeance, 25 juin 2006
- American Idol LIVE! Tour 2006, 1er août 2006
- WWE SmackDown et ECW, 19 juin 2007 et 15 juillet 2008
- Tournoi masculin de basket-ball de la Atlantic Coast Conference, 13-16 mars 2008
- Tournoi East Regional du Championnat NCAA de basket-ball, 27-29 mars 2008
- Central Intercollegiate Athletic Association (CIAA) men's basketball tournament, 2006 à 2009
- NASCAR Nextel All-Star Pit Crew Challenge
- Concert de AC/DC, 18 décembre 2008
- Convention nationale démocrate, 4 au 6 septembre 2012
- Concert de Madonna dans le cadre du MDNA Tour, 15 novembre 2012
- Concert de Demi Lovato (The Neon Lights Tour), 23 février 2014
- Concert de Demi Lovato et Nick Jonas (Future Now Tour), 30 juin 2016
- NBA All-Star Game 2019

## Galerie

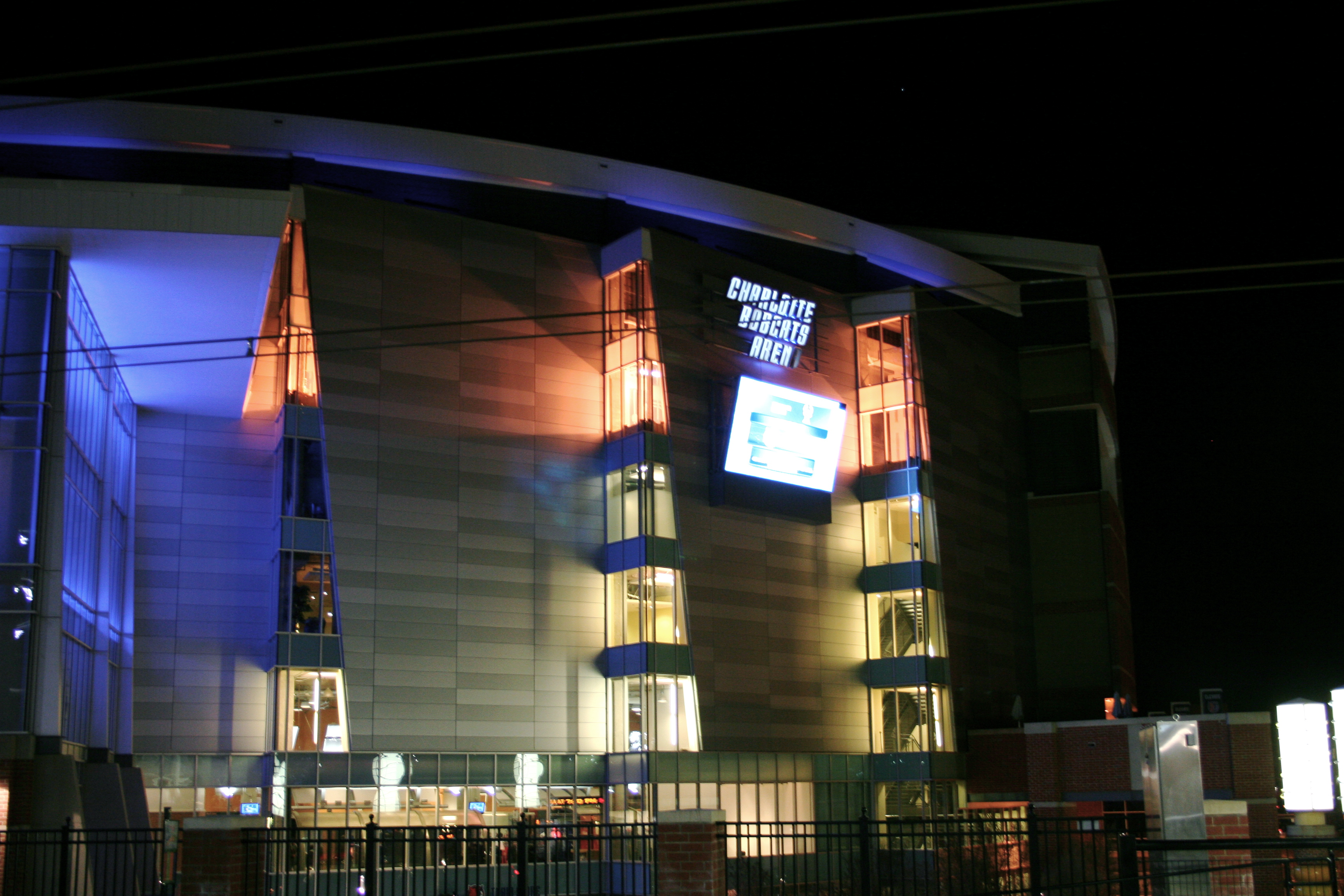
Vue extérieure
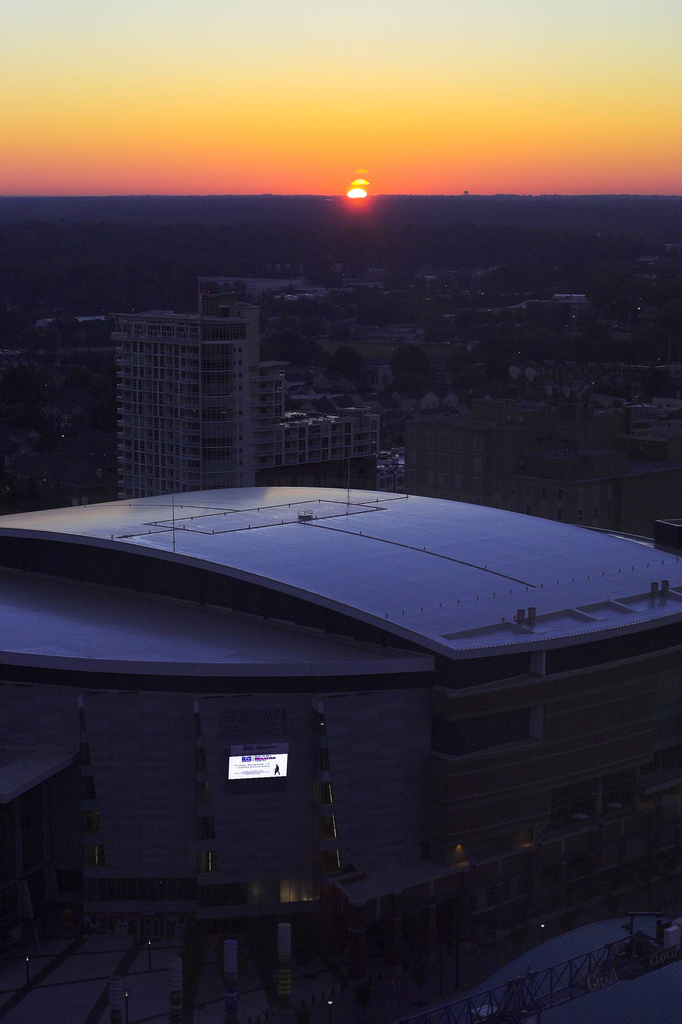
Coucher de soleil au-dessus du bâtiment
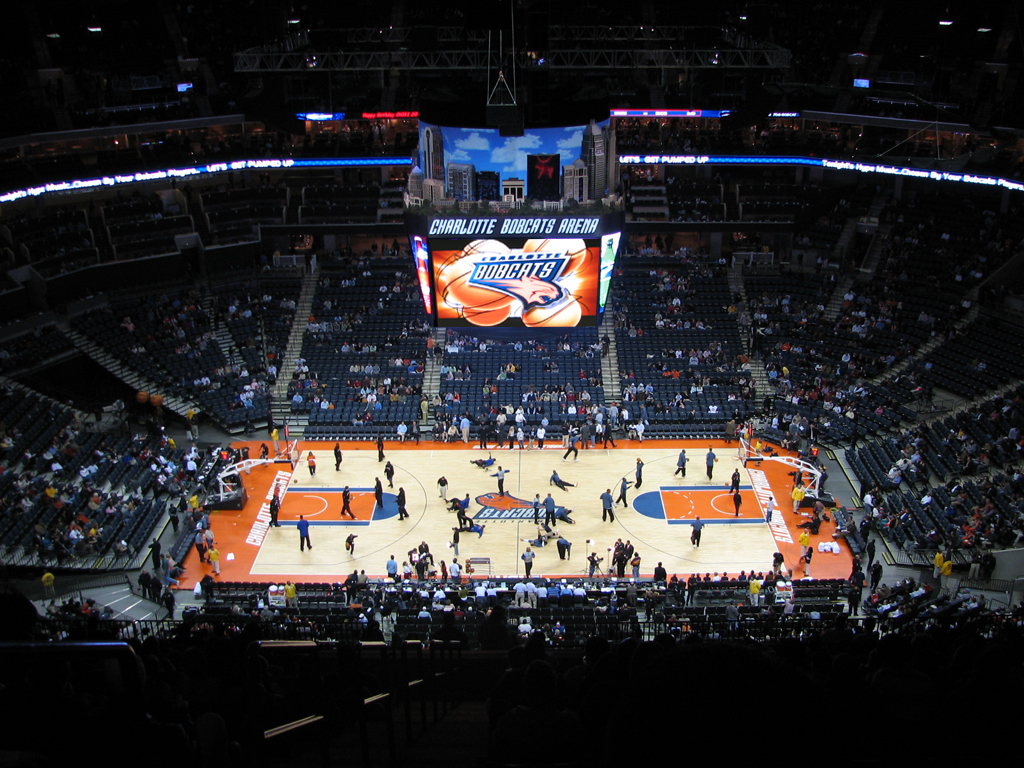
Vue intérieure
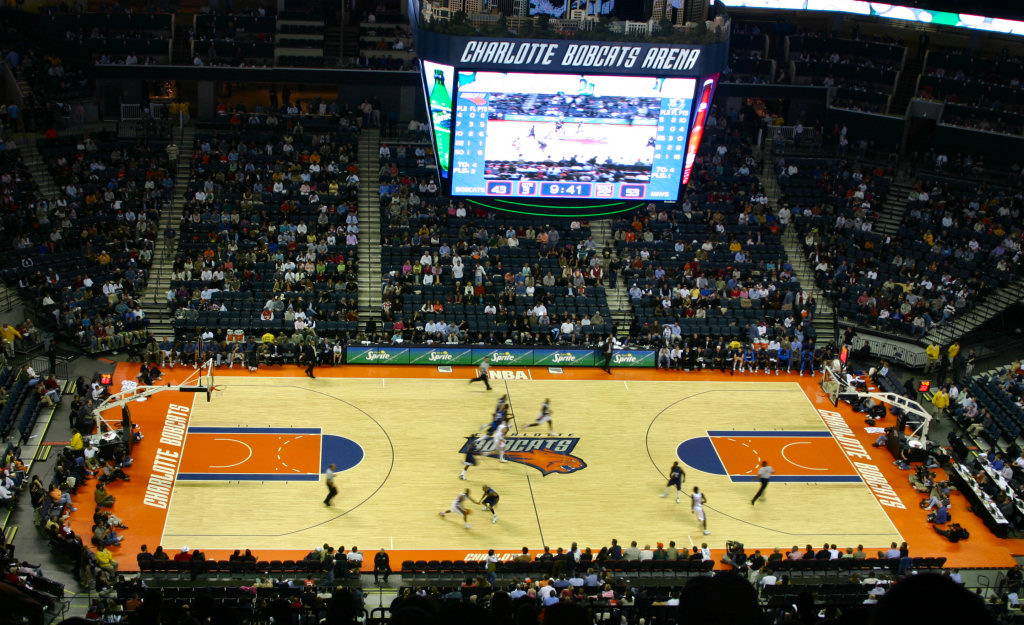
Parquet des Bobcats
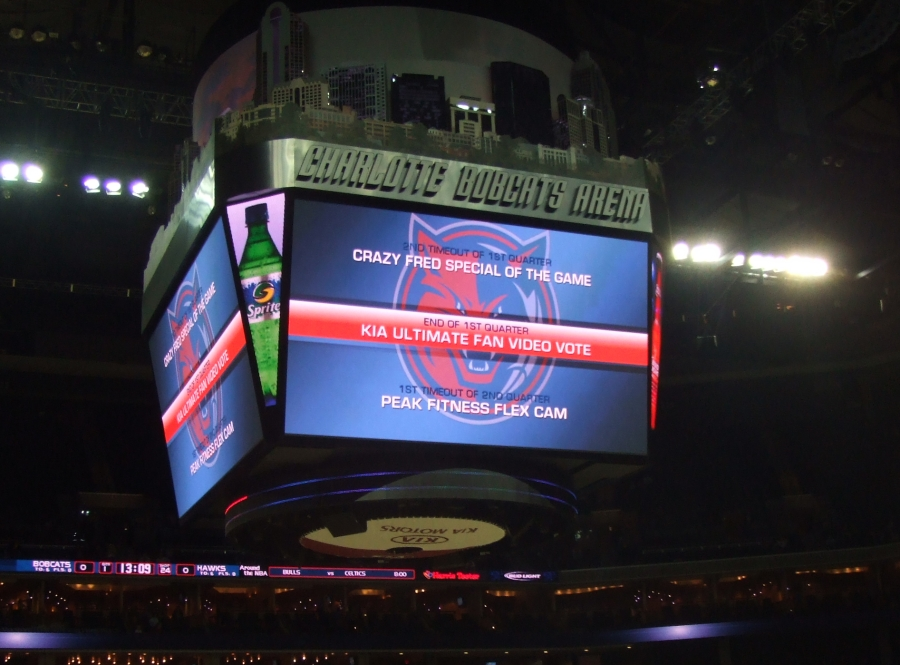
Tableau d'affichage
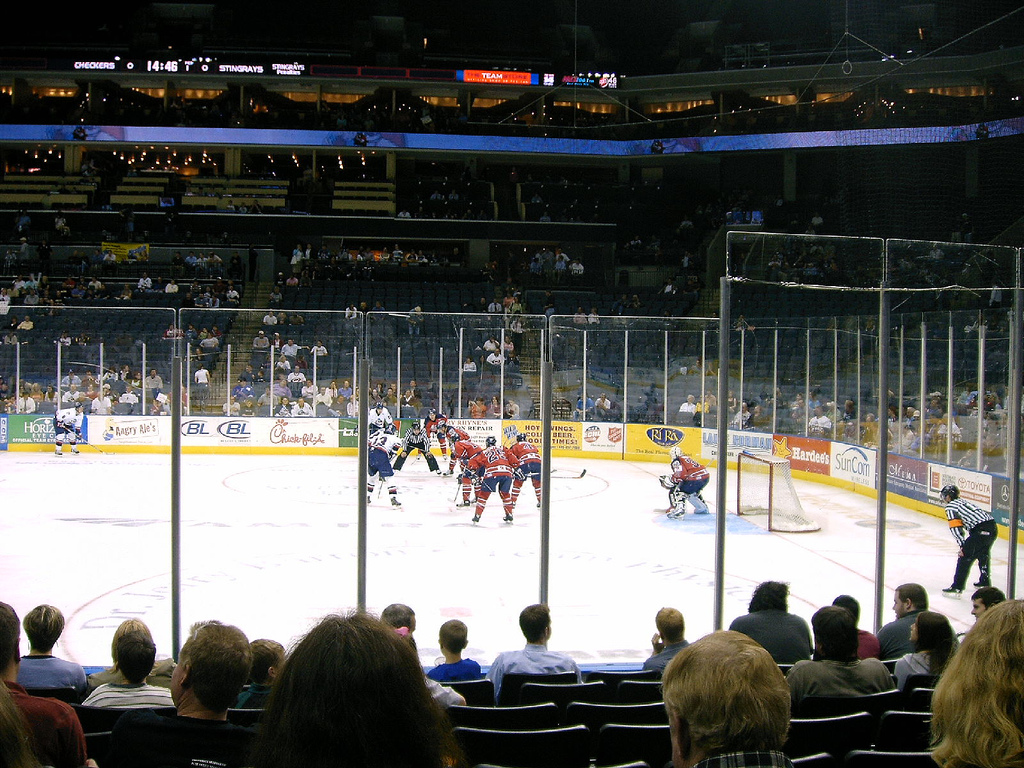
Match des Checkers
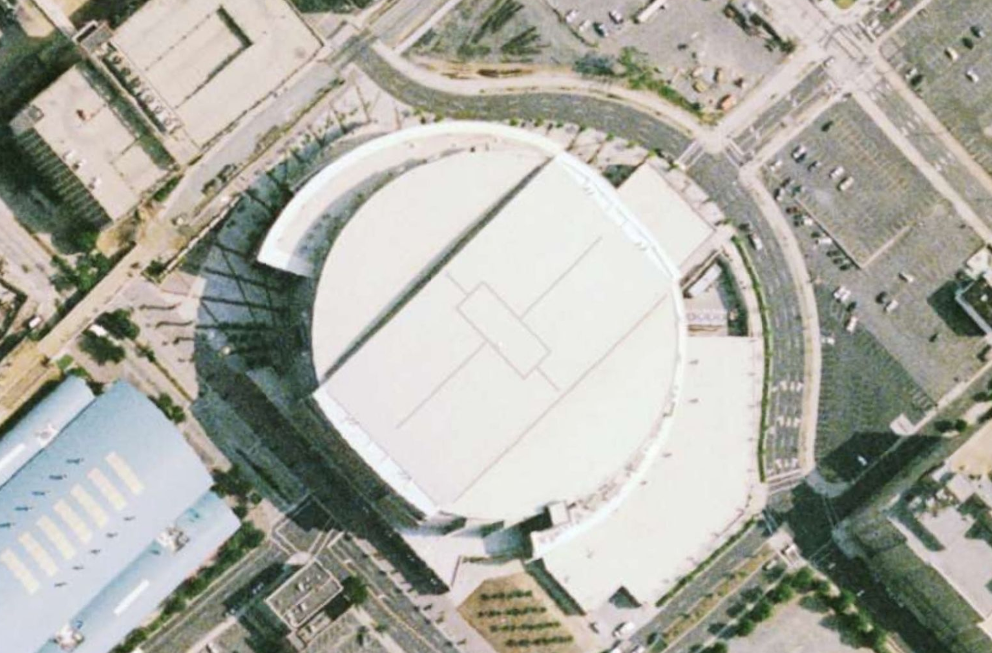
Image satellite
Logo original
Logo (2008-2012)